# Rustamiden

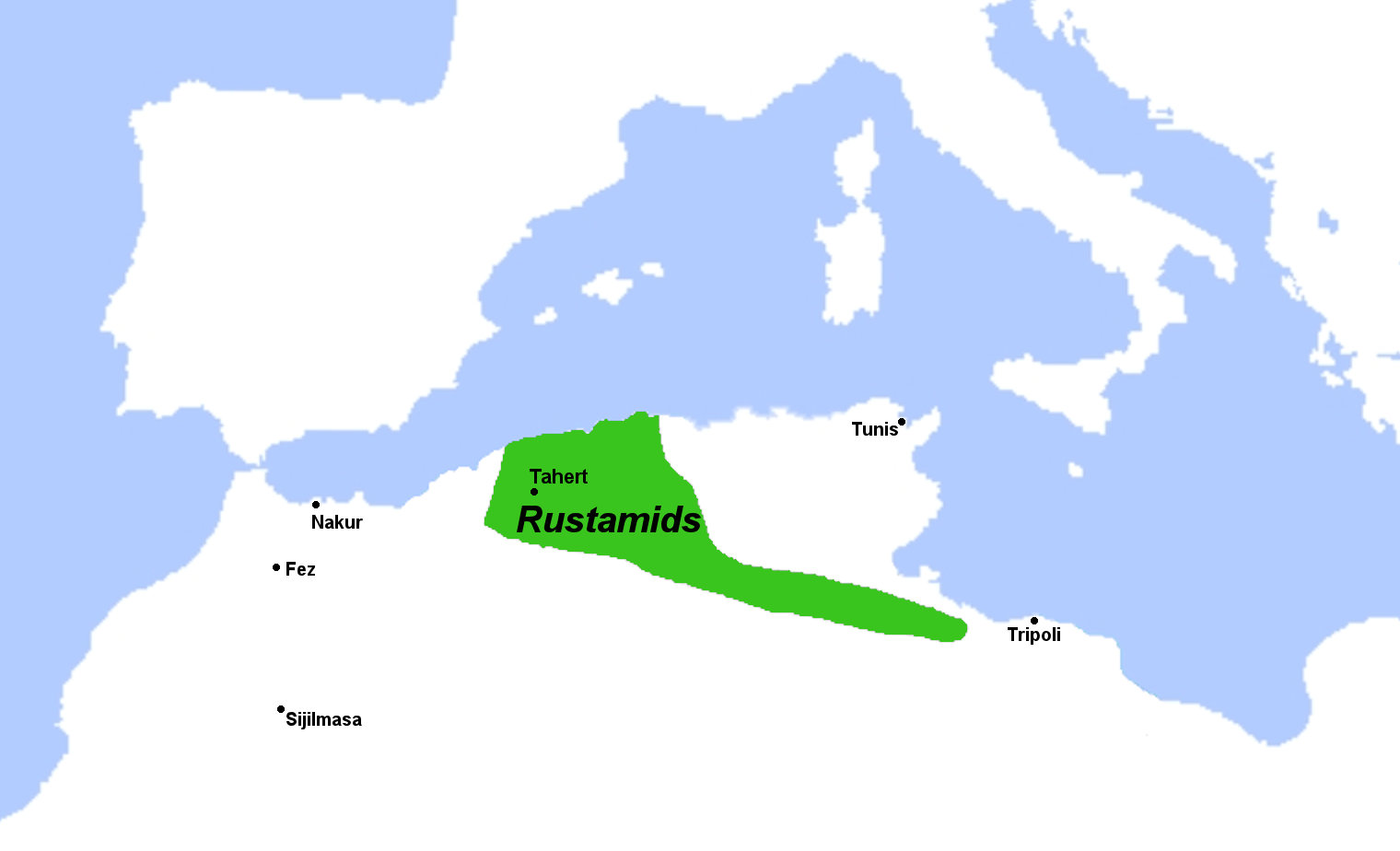
Größte Ausdehnung des Reiches der Rustamiden

Algerien ca. 815–915:
Rustamidenreich

Die Rustamiden (arabisch رستميون, DMG Rustamiyūn) waren eine ibaditische Dynastie in Tahert im westlichen Algerien in der Zeit von 778 bis 909.

## Gründungsgeschichte
Der 740 ausgebrochene, von Berbern getragene Aufstand des Maysara war 742 von den arabischen Truppen der Umayyaden niedergeschlagen worden. Die Berber waren während dieser Zeit mehrheitlich zur Ibadiyya, einer charidschitischen Ausprägung des Islam, übergetreten. Ihre Opposition gegen die Vorherrschaft der Araber blieb auch nach der gescheiterten Revolte bestehen. Die Araber setzten jedoch ihre Ausbreitung fort, auch nach dem Niedergang der Umayyaden und dem Übergang des Kalifats an die Abbasiden. Die Ibaditen eroberten 758 unter Abu l-Chattab al-Maafiri Ifrīqiya und Kairuan, wobei der Perser ʿAbd ar-Rahmān ibn Rustam als Statthalter in Kairouan eingesetzt wurde (758–761). Nach dem Sieg der abbasidischen Truppen (761) floh Ibn Rustam zu den Zanata nach Westalgerien.
Nachdem im Jahr 772 ein erneuter Aufstand der Charidschiten unter Ibn Rustam, Abu Quna und dem Malzūza-Berber Abū Ḥātim al-Malzūzī vor Kairouan gescheitert war, zog sich Ibn Rustam ins zentrale Algerien zurück und begründete das Emirat der Rustamiden in Tahert. Expansionsversuche des Reiches gegenüber den Nachbarn scheiterten an der militärischen Schwäche der Rustamiden, die immer auf die Hilfe der umliegenden Berberstämme und ausländische Hilfe angewiesen waren. Insbesondere durch das Bündnis mit den Miknasa von Sidschilmasa sowie den spanischen Umayyaden des Emirats von Córdoba konnte sich das Reich gegen die Nachbarschaft der Idrisiden und Aghlabiden behaupten. Im Jahr 787 kam es zum Friedensschluss mit den Abbasiden.

## Blütezeit
Tahert entwickelte sich in der Folgezeit schnell zum religiösen und kulturellen Zentrum der Charidschiten im Maghreb. So wanderten viele Charidschiten aus dem Nahen Osten, wo sie verfolgt wurden, nach Tahert ein. Wirtschaftlich erlangte das Reich durch den Karawanenhandel und den Getreideexport nach al-Andalus einigen Wohlstand. Politisch war das Imamat durch die wankelmütige Loyalität der verbündeten Berberstämme und die häufigen, für charidschitische Bewegungen typischen, Streitigkeiten um den geeigneten Herrscher allerdings gefährdet und instabil. Seine Grenzen waren dadurch permanenter Veränderung unterworfen und das Rustamidenimamat nahm nie für eine längere Zeit eine einheitliche Form an. Nach dem Tod Ibn Rustams (788) kam es zum Schisma, infolge dessen sich die Nukkār, ein bis in die Gegenwart existierender Hauptzweig der Ibaditen, von den Rustamiden abspaltete.

## Untergang
Im Jahr 909 wurde das Imamat der Rustamiden von den Fatimiden erobert. Die überlebenden Charidschiten zogen sich nach Sandrata, beim heutigen Ouargla, in die Sahara zurück. Sandrata entwickelte sich als Begräbnisstätte des letzten Imams von Tahert zum bedeutenden Pilgerzentrum der Ibaditen. Allerdings wurde Sandrata schon 1077 von den Hammadiden unterworfen, weshalb sich die Ibaditen in das Gebiet des Wadi M'zab zurückzogen (siehe: Mozabiten).

## Liste der Rustamiden-Herrscher von Tahert
- ʿAbd ar-Rahmān ibn Rustam (778–788)
- 'Abd al-Wahhab ibn 'Abd al-Rahman (788–824)
- Aflah ibn 'Abd al-Wahhab (824–872)
- Abu Bakr ibn Aflah (872–874)
- Abū l-Yaqzān Muhammad ibn Aflah (874–894)
- Yusuf ibn Muhammad (894–895) (erste Regierungszeit)
- Ya'qub ibn Aflah (895–899) (erste Regierungszeit)
- Yusuf ibn Muhammad (899–?) (zweite Regierungszeit)
- Ya'qub ibn Aflah (?–907) (zweite Regierungszeit)
- Yaqzan ibn Muhammed (907–909)